# پرونده ارعاب رای دهندگان حزب پلنگ سیاه جدید
پرونده ارعاب رای دهندگان حزب پلنگ سیاه جدید یک جنجال سیاسی در ایالات متحده در مورد حادثه ای بود که در جریان انتخابات۲۰۰۸ رخ داد. دو هفته قبل از خروج جورج دبلیو بوش، حزب پلنگ سیاه جدید و دو تن از اعضای آن، وزیر پادشاه سمیر شباز و جری جکسون، توسط وزارت دادگستری به دلیل ارعاب رأی دهندگان و رفتارشان در خارج از یک مرکز رأی‌گیری در فیلادلفیا شکایت کردند.
وزارت دادگستری اوباما بعداً اتهامات علیه وزیر شاه شباز را کاهش داد و اتهامات علیه جکسون، حزب پلنگ سیاه جدید و رهبر آن را رد کرد. این اخراجها منجر به اتهاماتی شد مبنی بر اینکه وزارت دادگستری دولت اوباما نسبت به قربانیان سفیدپوست مغرضانه بوده و تمایلی به تعقیب اقلیت‌ها به دلیل نقض حقوق مدنی ندارد. این اتهامات به ویژه توسط جی. کریستین آدامز مطرح شد که در ماه مه۲۰۱۰ از سمت خود در وزارت دادگستری در اعتراض به سوء مدیریت ادعایی دولت اوباما با این پرونده همراه با ناظر سابقش کریستوفر کوتس استعفا داد.
اتهامات متقابلی مطرح شد، از جمله ادعاهایی مبنی بر اینکه حادثه واقعی نسبتاً جزئی بوده، اما توسط افراد و گروه‌هایی با انگیزه‌های عمدتاً سیاسی منفجر شده‌است. اریک هولدر، دادستان کل آن زمان، این ادعا را رد کرد که وزارت دادگستری وی نژاد قربانیان یا مجرمان ادعایی را در تصمیم‌گیری برای پیگیری پرونده‌ها در نظر گرفته‌است. این پرونده و رسیدگی به آن توسط وزارتخانه توسط کمیسیون حقوق مدنی ایالات متحده بررسی شد که گزارش خود را در مورد این موضوع در دسامبر۲۰۱۰ منتشر کرد. دفتر مسئولیت حرفه ای وزارت دادگستری گزارش خود را در مارس۲۰۱۱ منتشر کرد. دفتر بازرس کل وزارت دادگستری گزارش نیز خود را در مارس۲۰۱۳ منتشر کرد.

## حادثه و واکنش اولیه

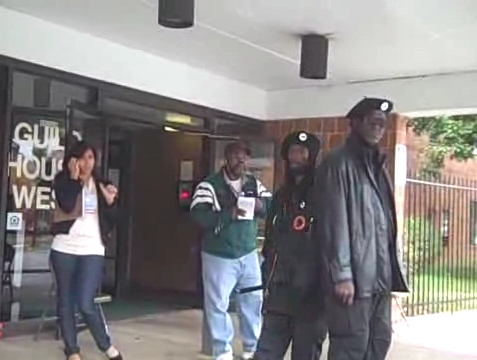
وزیر پادشاه سمیر شباز و جری جکسون، دو عضو حزب پلنگ سیاه جدید، در روز انتخابات در نوامبر ۲۰۰۸ در خارج از مرکز رأی‌گیری فیلادلفیا ایستاده‌اند.

رفتاری که اعضای حزب پلنگ سیاه جدید به خاطر آن متهم به ارعاب رأی دهندگان شدند، در روز انتخابات نوامبر۲۰۰۸، در یک مرکز رأی‌گیری در یک منطقه رأی دهی عمدتاً آفریقایی-آمریکایی و دموکرات در فیلادلفیا رخ داد.
دو تن از اعضای حزب پلنگ سیاه جدید، وزیر پادشاه سمیر شباز و جری جکسون با یونیفرم‌هایی که به عنوان نظامی یا شبه نظامی توصیف شده‌است، در مقابل در ورودی حوزه رای‌گیری ایستادند.وزیر پادشاه سمیر شباز یک چوب بیلی حمل می‌کرد، و گزارش شده‌است که آن را به سمت رای دهندگان نشانه رفته‌است در حالی که هر دو نفر توهین‌های نژادی را فریاد می‌زدند، از جمله عباراتی مانند «کرکر»، «شیطان سفید» و «شما قرار است توسط مرد سیاهپوست اداره شوید»
این حادثه توجه پلیس را به خود جلب کرد، پلیس حدود ساعت ۱۰صبح، ملک سمیر را تا حدی به دلیل چوب بیلی او فراری داد. جکسون اجازه ماندن داشت، تا حدی به این دلیل که او یک ناظر نظرسنجی تأیید شده بود. استیون رابرت مورس، روزنامه‌نگار و فیلم‌ساز، پس از رسیدن به صحنه، دوربین فیلمبرداری فلیپ را بیرون آورد و روی سمیر شباز تمرکز کرد. این حادثه پس از آپلود در یوتیوب و بسرعت در فضای مجازی مورد توجه ملی قرار گرفت. هیچ شکایتی از سوی رای دهندگان در مورد این حادثه ثبت نشد، اگرچه ناظران نظرسنجی شاهد بودند که برخی از رای دهندگان ظاهراً در پاسخ به اعضای حزب پلنگ سیاه جدید به صندوق‌های رای نزدیک و سپس دور شدند.

## روند قانونی
وزارت دادگستری از حادثه روز انتخابات مطلع شد و تحقیقات را آغاز کرد. در ژانویه۲۰۰۹، کمتر از دو هفته قبل از خروج دولت بوش، بخش حقوق مدنی وزارت دادگستری یک شکایت مدنی بر اساس قانون حق رأی علیه چهار متهم، از جمله شباز، تنظیم کرد.
در آوریل۲۰۰۹، بارتل بول، وکیل سابق حقوق مدنی که به عنوان ناظر نظرسنجی در شعبه رای‌گیری محل وقوع حادثه خدمت می‌کرد، به درخواست وزارت دادگستری سوگندنامه ای مبنی بر حمایت از این دعوی ارائه کرد و اظهار داشت که آن را به عنوان یکی از بیشترین موارد درنظر گرفته‌است. نمونه شدید ارعاب رای دهندگان که او تا به حال با آن مواجه شده بود.
هنگامی که هیچ‌یک از متهمان متهم برای پاسخگویی به اتهامات در دادگاه حاضر نشدند، وکلای حرفه ای که پیگیر این دعوا بودند، فرض کردند که به طور پیش فرض برنده آن خواهند شد. با این حال، دو تن از مافوق‌های آن‌ها، لورتا کینگ، که دستیار دادستان کل را برعهده داشت، و استیو روزنبام، معاون موقت معاون دادستان کل، اقدام برای پیگیری قضاوت پیش‌فرض را رد کردند. دولت فدرال در ماه مه۲۰۰۹ اتهامات علیه همه متهمان به جز شباز را لغو کرد.سخنگوی وزارت دادگستری اظهار داشت که این ادعاها علیه سایر متهمان «بر اساس ارزیابی دقیق حقایق و قانون رد شده‌است.» سؤالات در مورد اعتبار این توضیح به عنوان مبنایی برای مناقشات بعدی در مورد این پرونده، که توسط کمیسیون حقوق مدنی ایالات متحده، اعضای جمهوری‌خواه کنگره، و وزارت دادگستری مورد بررسی قرار گرفت، استفاده شد. دولت فدرال در نهایت حکمی را به دست آورد که شباز را از نمایش سلاح در فاصله ۱۰۰فوتی یک محل رأی‌گیری فیلادلفیا منع می‌کرد.

### سوابق قانونی
از زمان تصویب قانون حق رای در سال۱۹۶۵، تنها تعداد انگشت شماری از موارد تحت این قانون توسط وزارت دادگستری پیگیری شده‌است. یکی از این پرونده‌ها توسط وزارتخانه دردوران دولت بوش، معروف به ایالات متحده علیه براون، یکی از اولین پرونده‌های حقوق رای بود که شامل یک شاکی سفیدپوست و یک متهم سیاهپوست بود. این پرونده اختلافات عمیقی را در وزارت دادگستری ایجاد کرد. برخی از کارمندان احساس می‌کردند که قانون حق رای تصویب شده‌است زیرا ازنظر تاریخی، این اقلیت‌ها بودند که از حق رای محروم شده بودند و بنابراین اداره باید روی پرونده‌های ثبت شده توسط اقلیت‌ها تمرکز کند، درحالی که برخی دیگر احساس می‌کردند که هدف از این قانون محافظت از همه رای دهندگان بشیوه ای بیطرفانه است.. کارمندانی که در پرونده براون کار می‌کردند، توصیف کرده‌اند که توسط همکارانشان مورد آزار و اذیت قرار گرفته‌اند، زیرا این باور گسترده‌است که قوانین حقوق مدنی نباید برای حمایت از رأی‌دهندگان سفیدپوست استفاده شود. یکی از مقامات وزارت دادگستری اظهار داشت که «قانون حق رای به این دلیل تصویب شد که افرادی مانند بول کانر افرادی مانند جان لوئیس را مورد ضرب و شتم قرار می‌دادند، نه برعکس.»

### جنجال بر سر دخالت سیاسی
در اکتبر ۲۰۱۰، پیش‌نویس گزارشی از کمیسیون حقوق مدنی در وب‌سایت سیاسی تی پی ام موکرکر منتشر شد که در آن بیان شد که مقامات سیاسی به‌طور گسترده در تصمیم رد این پرونده دخالت داشته‌اند و وزارت دادگستری تلاش کرده‌است دخالت آنها را پنهان کند. رئیس کمیسیون حقوق مدنی جرالد ای و وزارت دادگستری این گزارش را رد کرده‌است.

## واکنش‌ها به اخراج
سؤالات در مورد اعتبار توضیحی که وزارت دادگستری در مورد اقداماتش در این پرونده ارائه کرد، منجر به مناقشه‌های بعدی شد. این پرونده توسط کمیسیون حقوق مدنی ایالات متحده، اعضای جمهوری‌خواه کنگره، و وزارت دادگستری مورد بررسی قرار گرفت.
درپاسخ به این جنجال، حزب پلنگ سیاه جدید شعبه فیلادلفیا خود را بحالت تعلیق درآورد و وزیر شاه شباز را در پستی در وب سایت خود رد کرد. حزب اظهار داشت که شباز با آوردن یک کلاب بیلی به شعبه رای «یک اشتباه صادقانه» مرتکب شد و به دلیل این کار او تا ژانویه۲۰۱۰ از حزب پلنگ سیاه جدید تعلیق شده بود.

### واکنش‌ها در کنگره
برخی از اعضای جمهوری‌خواه کنگره از جمله فرانک ولف از ویرجینیا و لامار اسمیت از تگزاس از تصمیم برای محدود کردن دامنه این پرونده انتقاد کرده‌اند.واشینگتن تایمز به نقل از وولف گفت: "اگر نشان دادن سلاح، اظهارات تهدید آمیز و پوشیدن لباس شبه نظامی درمقابل درهای شعبه رای‌گیری به منزله ارعاب رای دهندگان نباشد، این قوانین در چه آستانه ای از فعالیت قابل اجرا خواهند بود؟" اسمیت نسبت به توجیه اعلام شده دولت اوباما برای محدود کردن آن ابراز تردید کرد و گفت: «دولت هنوز نتوانسته توضیح دهد که چرا یک مورد آشکار ارعاب رأی دهندگان را دنبال نکرده‌است. امتناع از پرداختن به این نگرانی‌ها فقط سیاسی بودن موضوع را تأیید می‌کند و بر وزارت دادگستری منعکس نمی‌شود.»
در ژوئیه۲۰۰۹، اسمیت درخواست ملاقاتی با رئیس بخش حقوق رای وزارت دادگستری کرد تا در مورد اینکه آیا منصوبان سیاسی در تصمیم برای محدود کردن پرونده دخالت داشته‌اند یا خیر، اظهار داشت که گزارش‌های خبری با ادعای قبلی وزارت دادگستری مبنی بر اینکه منصوبان سیاسی در تضاد است. درگیر نبوده و تحقیقات قبلی کنگره در مورد این موضوع ناموفق بوده‌است. اسمیت و ولف همچنین درخواست کردند که اتهامات ارعاب رأی دهندگان که قبلاً لغو شده بود، مجدداً رفع شود. درژانویه ۲۰۱۰، پس از چندین تلاش ناموفق برای به دست آوردن اطلاعات درخواستی از وزارت، ولف به دنبال راه حلی برای تحقیق بود که وزارت دادگستری را مجبور می‌کرد جزئیاتی را در مورد اینکه چرا پرونده را محدود کرده‌است، در اختیار کنگره قرار دهد. در رای‌گیری در راستای خطوط حزبی، قطعنامه ۱۵بر ۱۴شکست خورد.
در ژوئیه۲۰۱۰، هفت عضو جمهوری‌خواه کمیته قضایی سنا، نامه‌ای به سناتور پاتریک لیهی، رئیس کمیته ارسال کردند و خواستار جلسه استماع بالقوه «سیاسی‌سازی گسترده و فساد احتمالی» در وزارت دادگستری در رابطه با تصمیم آن برای محدود کردن پرونده شدند. این نامه شهادت جی کریستین آدامز را نقل کرد مبنی بر اینکه در بخش حقوق مدنی این وزارتخانه «خصومت آشکاری نسبت به اجرای برابر به روش کوررنگی» وجود دارد و درخواست جلسه استماع برای تعیین اینکه آیا اتهام آدامز درست است یا خیر.

### تحقیقات داخلی وزارت دادگستری
در ۲۸ اوت۲۰۰۹، در پاسخ به شکایات مطرح شده توسط نماینده اسمیت، دفتر مسئولیت حرفه ای داخلی وزارت دادگستری تحقیقاتی را در مورد رسیدگی به پرونده توسط این وزارتخانه آغاز کرد. اسمیت این تصمیم را ستود و اظهار داشت: "خوشحالم که یکی از وزارت دادگستری بالاخره رد پرونده "حزب پلنگ سیاه جدید" را جدی می‌گیرد.
در ۱۳ سپتامبر ۲۰۱۰، بازرس کل وزارت دادگستری، گلن ای. فاین، اعلام کرد که تحقیقات دوم را آغاز می‌کند، نه به‌طور خاص بر پرونده پلنگ سیاه جدید، بلکه بر این سؤال کلی تر که آیا وزارت دادگستری قوانین حقوق رای را اجرا می‌کند یا خیر. به شیوه ای غیر تبعیض آمیز»، و همچنین اینکه آیا کارکنان بخش رأی‌گیری برای تحقیق یا تعقیب موضوعات خاص مورد آزار و اذیت قرار گرفته‌اند. اسمیت و ولف نیز با این تصمیم موافقت کردند.

### کمیسیون حقوق شهروندی
کمیسیون حقوق مدنی ایالات متحده یک هیئت هشت نفره است. بر اساس گزارش نیویورک تایمز، این کمیسیون توسط بلوک محافظه کار شش عضوی که در زمان دولت بوش منصوب شده بودند،کنترل می‌شود. در ۱۶ ژوئن۲۰۰۹، کمیسیون نامه‌ای به بخش حقوق مدنی وزارت دادگستری ارسال کرد و در آن تصمیم آنها مبنی بر انصراف از این پرونده را زیر سؤال برد و اظهار داشت: «اگرچه اساساً در این پرونده پیروز شده بود، بخش حقوق مدنی اقدام غیرمعمولی را مبنی بر اخراج داوطلبانه انجام داد. اتهامات. منطق عمومی این بخش کاملاً پیام اشتباهی را ارسال می‌کند که تلاش‌ها برای سرکوب رأی دهندگان تحمل خواهد شد و تا زمانی که گروه‌ها یا افرادی که در آنها مشارکت می‌کنند نتوانند به اتهامات وارده به آنها پاسخ دهند، به شدت مورد پیگرد قانونی قرار نخواهد گرفت.» کمیسیون در ۲۰ژوئن پاسخ نامه خود را از پورتیا رابرسون، مدیر دفتر روابط بین دولتی و عمومی وزارت دادگستری دریافت کرد. در پاسخ او آمده بود که این پرونده به دلیل عدم حمایت «حقایق و قانون» از پیگیری آن منتفی شده‌است. بگفته این کمیسیون، نامه خانم رابرسون به این سؤال کمیسیون پاسخ نداده‌است که آیا پرونده‌های قبلی که در آن بخش حقوق شهروندی این وزارتخانه اتهامات متهم به ارعاب رای دهندگان را رد کرده باشد و مدارک و معیارهای قانونی آن برای اخراج چیست پاسخ چنین اتهاماتی نداده‌است.
در ۷ اوت۲۰۰۹، کمیسیون حقوق شهروندی نامه دومی را به وزارت دادگستری ارسال کرد و درآن اظهار داشت که این وزارتخانه به تحقیقات قبلی خود «تاحد زیادی پاسخ نداده» و آن را متهم به همکاری نکردن با تحقیقات در مورد اینکه چرا برخی از آنها را کنارگذاشته است. از اتهامات وارده، و دوباره درخواست اطلاعات دقیقی که کمیسیون در نامه اول خود درخواست کرده بود.دراوایل سپتامبر۲۰۰۹، پس از اینکه هنوز پاسخی رضایت‌بخش از وزارت دریافت نکرد، کمیسیون به بررسی «مزایای اقدامات اجرایی پارتی پلنگ سیاه جدید (بدون توجه به نحوه اتخاذ تصمیم‌ها) و تأثیر بالقوه بر ارعاب رأی‌دهندگان در آینده رأی داد.» در نامه سوم به این وزارتخانه، کمیسیون حقوق شهروندی از اریک هولدر، دادستان کل خواست تا یک مقام وزارت دادگستری را برای ارائه اطلاعات لازم برای تحقیقات خود معرفی کند.
در دسامبر۲۰۰۹، کمیسیون حقوق مدنی از جی کریستین آدامز و کریستوفر کوتس، وکلای اصلی که در پیگرد قانونی حزب پلنگ سیاه جدید دخیل بودند، احضار کرد تا درمورد دلیل ردشدن برخی از شکایات شهادت دهند. وزارت دادگستری (DOJ) به آدامز و کوتس دستور داد که از این احضاریه تبعیت نکنند و بیان کرد که صلاحیت شروع تعقیب کیفری هر کسی با وزارت دادگستری است نه کمیسیون حقوق مدنی.
در اواخر همان ماه، توماس ای. پرز، دستیار دادستان کل، کوتس را از سمت خود برکنار کرد و او را به دفتر دادستانی ایالات متحده در کارولینای جنوبی منتقل کرد. پرز متعاقباً اجازه نداد که کوتس در برابر کمیسیون حقوق مدنی شهادت دهد و اظهار داشت که این باین دلیل است که پست او در کارولینای جنوبی باعث شده بود که «شاهد مناسبی برای شهادت در مورد سیاست‌های بخش [حقوق مدنی] فعلی نباشد.» اخراج او باعث شد تا واشینگتن تایمز پرز را به انتقال کوتس به‌طور خاص متهم کند تا او را از صلاحیت احضاریه کمیسیون حذف کند. در اکتبر۲۰۱۰، مایکل یاکی، یکی از دو کمیسر دموکرات، به نشانه اعتراض از جلسه خارج شد. یاکی با انجام این کار، هیئت را از حد نصاب محروم کرد و رأی‌گیری در مورد پیش نویس گزارش را به تأخیر انداخت، که یاکی مدعی بود که به‌طور غیرمنصفانه ای علیه دولت اوباما مغرضانه بوده‌است. یاکی هیئت را به عنوان یک «دادگاه کانگورو» توصیف کرد.
در دسامبر۲۰۱۰، کمیسیون حقوق مدنی گزارشی را منتشر کرد که در آن نتیجه‌گیری شد که تحقیقات آنها «نمونه‌های خاص متعددی از خصومت و مخالفت آشکار» را در وزارت دادگستری برای پیگیری پرونده‌هایی که در آن سفیدپوستان قربانی شده‌اند، کشف کرده‌است. این گزارش وزارت دادگستری را به همکاری نکردن با تحقیقات در مورد دلیل خود برای انصراف از پرونده متهم می‌کند و می‌گوید: «در حالی که این وزارت بیانیه‌های کلی صادر کرده‌است که قوانین را بدون توجه به نژاد اجرا می‌کند، این تضمین‌ها تأیید، رد یا توضیح نمی‌دهد. اتهامات خاص در مورد سوء رفتار متأسفانه، وزارت تاکنون از رسیدگی به بسیاری از این ادعاهای خاص یا ارائه نوع اطلاعاتی که به کمیسیون اجازه می‌دهد تصمیم‌گیری مربوط به شکایت پارتی پلنگ سیاه جدید را به درستی بررسی کند، خودداری کرده‌است."

### جی کریستین آدامز
در ۱۴ مه۲۰۱۰، آدامز از سمت خود به عنوان وکیل محاکمه در بخش رای‌گیری وزارت دادگستری استعفا داد. آدامز درنامه استعفای خود و مقاله بعدی که توسط وی برای واشینگتن تایمز نوشته شده‌است، دلیل استعفای خود را عدم موافقت با رسیدگی وزارتخانه به پرونده پلنگ سیاه و به‌طور خاص درخواست آنها مبنی بر عدم رعایت احضاریه از سوی وزارتخانه کمیسیون حقوق شهروندی اعلام کرده‌است.

آدامز در شهادت در برابر کمیسیون حقوق مدنی اظهار داشت: «از مدیریت بخش رای‌گیری به من گفته شد که قرار نیست پرونده‌هایی علیه متهمان سیاه‌پوست از جانب قربانیان سفیدپوست مطرح شود.» آدامز وکلایی را که دستور محدود کردن پرونده را صادر کرده بودند متهم کرد که قبل از تصمیم‌گیری اسنادی را که درآن حقایق و قوانین قابل اجرا است مطالعه نکرده بودند و مدعی شد که مافوق او به او و سایرین در بخش رای‌گیری دستور داده بودند که دیگر هیچ گونه پرونده ای علیه مجرمان اقلیت طرح نکنند.. آدامز در پاسخ به این ادعا که اقدامات پلنگ سیاه جدید در فیلادلفیا یک «حادثه ای مجزا» بود، گفت:
برعکس، بلک پنترز در اکتبر ۲۰۰۸ استقرار سراسری برای انتخابات را اعلام کرد. ما نشانه‌هایی داشتیم مبنی بر اینکه اراذل و اوباش محل‌های رای‌گیری در جاهای دیگر مستقر شدند، نه تنها در نوامبر ۲۰۰۸، بلکه در طول انتخابات مقدماتی دموکرات‌ها، جایی که آنها حامیان سفیدپوست هیلاری رادهام کلینتون را هدف قرار دادند.»
در پاسخ به شهادت آدامز، دستیار دادستان کل توماس ای. پرز اظهار داشت که شواهد کافی برای حمایت از این پرونده وجود ندارد. سخنگوی وزارت دادگستری تریسی اشمالر اظهار داشت که «این وزارتخانه تصمیمات اجرایی را بر اساس شایستگی‌ها اتخاذ می‌کند، نه نژاد، جنسیت یا قومیت هر یک از طرف‌های درگیر.»
منتقدان شهادت آدامز بی‌طرفی آدامز را در زمان استخدام او در دولت بوش زیر سؤال برده‌اند. او پس از استخدام در وزارت دادگستری به عنوان یک فعال محافظه کار کار کرده‌است و بشدت برای قانون شناسه رای دهندگان استدلال می‌کند و بدون مدرک ادعا می‌کند که «تهاجم بیگانگان» به اتاق رای‌گیری صورت گرفته‌است. آدامز اشاره کرده‌است که چندین بازبین مستقل از عملکرد او در وزارت دادگستری به این نتیجه رسیده‌اند که او یک «وکیل نمونه» است که قوانین رای‌گیری را بشیوه ای بی طرفانه اجرا می‌کند و این که باز بینانی که به این نتیجه رسیده‌اند شامل لورتا کینگ است که نظارت بر اخراج پرونده پلنگ سیاه را برعهده داشته‌است.

### ابیگیل ترنستروم
ابیگیل ترنستروم، نایب رئیس سابق کمیسیون حقوق مدنی ایالات متحده، از منتقدان سرسخت تحقیقات در مورد پرونده پلنگ سیاه بوده‌است. ترنستروم در مصاحبه ای با سی بی اس نیوز گفت که معتقد است «شواهد بسیار ضعیف است» مبنی بر اینکه وزارت دادگستری علیه رای دهندگان سفیدپوست تبعیض قائل شده‌است. ترنستروم نظر خود را در مورد این پرونده در مقاله ای برای نشنال ریویو توضیح داد، که در آن او به پرونده پارتی پلنگ سیاه جدید به عنوان «سیب زمینی‌های بسیار کوچک» اشاره می‌کند. او اظهار داشت: «زمینه‌های زیادی برای انتقاد شدید از دادستان کل وجود دارد - برخورد او با مسائل مربوط به تروریسم، فقط برای شروع - اما این حمله بیش از حد خاص، اعتبار منتقدان محافظه کار او را تهدید می‌کند.»
موضع ترنستروم توسط محافظه کاران دیگر مورد انتقاد شدید قرارگرفته است، مانند دادستان فدرال اندرو سی مک‌کارتی، که پاسخی به ترنستروم در شماره بعدی نشریه نشنال ریویو نوشت. او اشاره می‌کند که ترنستروم یکسال پیش از آن یکی ازکسانی بود که ازتصمیم دولت اوباما برای رد این پرونده انتقاد کرده بود و او دلیل تغییر عقیده خود را توضیح نداده بود. مک‌کارتی باظهار نظر بارتل بول، که شاهد این حادثه بود، اشاره کرد که این آشکارترین شکل ارعاب رأی دهندگان بود که او تابحال درزندگی خود با آن مواجه شده بود، و همچنین این واقعیت که بسیار غیرعادی بود که این پرونده پس از یک پرونده منتفی شود. حکم نکول علیه متهمان قبلاً صادر شده بود. درپاسخ به مک‌کارتی، ترنستروم نظر خود را با بیان این که "من هنوز درمورد رفتار وزارت دادگستری سوالاتی دارم و همچنان علاقه مند به دانستن بیشتر درمورد چرایی امتناع وزارتخانه از پیگیری پرونده هستم." با این حال، او افزود که با اطلاع بیشتر از این پرونده، مشکوک شد که این یک نمونه شدید از ارعاب رای دهندگان است که درابتدا به نظر می‌رسید، و براین عقیده بود که «این حادثه از اهمیت کافی برای اصلی بودن تمرکز پروژه یک ساله ما برخوردار نبود."

### کریستوفر کوتس
آدامز در شهادت خود در برابر کمیسیون حقوق مدنی اظهار داشت که اتهام‌های او می‌تواند توسط کریستوفر کوتس، رئیس سابق بخش رای‌گیری بخش حقوق مدنی وزارت دادگستری که تحقیق اولیه پلنگ سیاه جدید را رهبری کرده بود، تأیید کند. وزارتخانه به کوتس اجازه شهادت نداد. در سپتامبر ۲۰۱۰، کوتس تحت حمایت افشاگر قرار گرفت و برخلاف دستور ناظران خود دربرابر کمیسیون حقوق مدنی شهادت داد.
شهادت کوتس شامل اتهاماتی شبیه به اتهامات آدامز بود و اظهار داشت: «من افرادی را داشتم که بی صراحت به من گفتند که [آنها] برای شکایت از مردم آفریقایی آمریکایی ببخش حق رای نیامده اند.» او پرونده پلنگ سیاه جدید را با یک پرونده قبلی در سال۲۰۰۶ مقایسه کرد، که در آن وکلای وزارت دادگستری عصبانیت خود را از بازجویی از آیک براون، سیاستمدار دموکرات سیاه پوست در شهرستان نوکسوبی، می‌سی‌سی‌پی متهم به تبعیض علیه رای دهندگان سفیدپوست ابراز کردند. کوتس شهادت داد که تصمیم دولت وزارت دادگستری برای کنار گذاشتن پرونده پلنگ سیاه «به منظور ارسال پیامی مستقیم به افراد داخل و خارج از بخش حقوق مدنی بود. این پیام این است که تشکیل پرونده‌های رای‌گیری مانند پرونده‌های آیک براون و پارتی پلنگ سیاه جدید در دولت اوباما ادامه نخواهد یافت.» کوتس شهادت داد که یکی از مافوق‌هایش که توسط دولت اوباما منصوب شده بود، او را از درخواست از متقاضیان شغل منع کرده بود که آیا قوانین رای‌گیری را به شیوه‌ای بی‌نظیر اجرا می‌کنند یا خیر. هولدر، دادستان کل این ادعاها را رد کرد و گفت: «این تصور که ما قوانین حقوق مدنی، رای دادن یا موارد دیگر را بر اساس نژاد، قومیت یا جنسیت اجرا می‌کنیم، به سادگی نادرست است.»
برخی از مقامات حقوق مدنی در دولت اوباما اظهار داشتند که قانون حقوق رای به‌طور خاص برای اصلاح بی عدالتی‌های تاریخی علیه اقلیت‌ها بوده‌است. فیلادلفیا اینکوایرر و واشینگتن پست اشاره کردند که اگرچه وزارت دادگستری شهادت آدامز را به عنوان یک پارتیزانی که در دولت بوش استخدام شده بود رد کرد، کوتس از شجره متفاوتی برخوردار است و نمی‌توان به راحتی ازآن چشم پوشی کرد. کوتس نزدیک به ۲۰سال برای اتحادیه آزادی‌های مدنی آمریکا کار کرد و جایزه دهه مارشال تورگود را از انجمن ملی پیشرفت رنگین‌پوستان جورجیا در سال۱۹۹۱ دریافت کرد، و در سال۱۹۹۶ توسط وزارت دادگستری در دولت کلینتون استخدام شد.

## پوشش رسانه ای
پرونده پلنگ سیاه بیشتر از رسانه‌های محافظه کار پوشش داده شده بود. یکی از مقاله‌های نیوزویک اشاره کرد که دلیل آن این است که این پرونده ارزش خبری ندارد و رسانه‌های محافظه کار تلاش می‌کنند «یک قطعه تئاتر سیاسی مؤثر که بدولت اوباما لطمه می‌زند» بنمایش بگذارند.
مارک پوتوک از مرکز حقوقی فقر جنوبی، که پارتی پلنگ سیاه جدید را به عنوان یک گروه نفرت‌انگیز فهرست می‌کند، مدیریت رسانه‌های محافظه‌کار با این پرونده را به‌عنوان «توفان در فنجان چای» توصیف کرد. لیندا چاوز جمهوری‌خواه این ویدئو را نفرین آمیز اما نسبتاً جزئی توصیف کرد. او اظهار داشت که از آنجایی که داستان دارای تصاویر است، از نوع داستانی است که می‌توانید بارها و بارها آن را اجرا کنید.
واشینگتن تایمز که این پرونده را به تفصیل پوشش داد، رسانه‌ها را متهم کرد که این ماجرا را پوشش نمی‌دهند زیرا منابع لیبرال تمایلی به انتقاد از دولت اوباما ندارند. بر اساس مقاله ژوئیه۲۰۱۰ توسط بازرس واشینگتن پست،پست شکایات متعددی از خوانندگان درمورد عدم پوشش داستان دریافت کرد و موافقت کرد که این پرونده سزاوار پوشش بیشتری نسبت به دریافت آن است و درآینده بیشتر به آن پرداخته خواهد شد. پست اعلام کرد که تأخیر درپوشش خبری «نتیجه کارکنان محدود و حجم زیادی از اخبار دیگر درمورد ضرب و شتم وزارت دادگستری است.»
مالک زولو شباز، رئیس جدید حزب پلنگ سیاه، فاکس نیوز را به کمک به تنش‌های نژادی به عنوان بخشی از «توطئه جمهوری خواهان راست» متهم کرد، وسایر اعضای حزب پلنگ سیاه جدید نیز اتهامات مشابهی را مطرح کردند و به این ایستگاه اشاره کردند: یهودیان روباه».